# Hoogstamboom

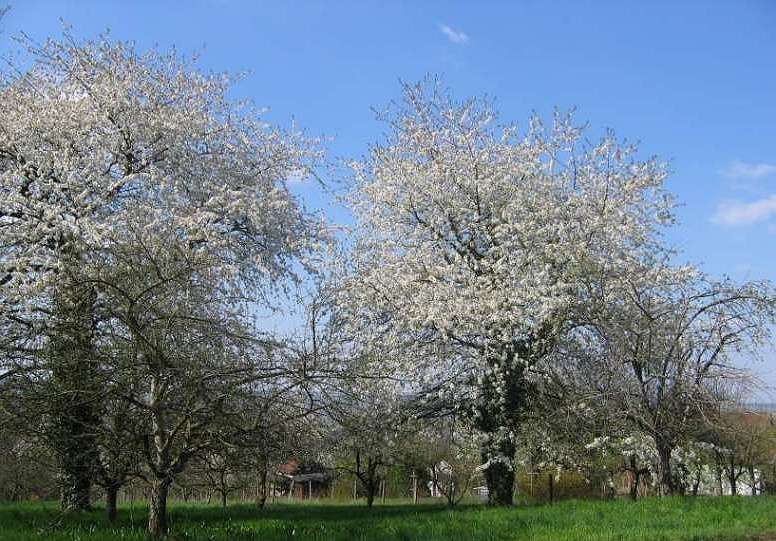
Hoogstambomen in het voorjaar

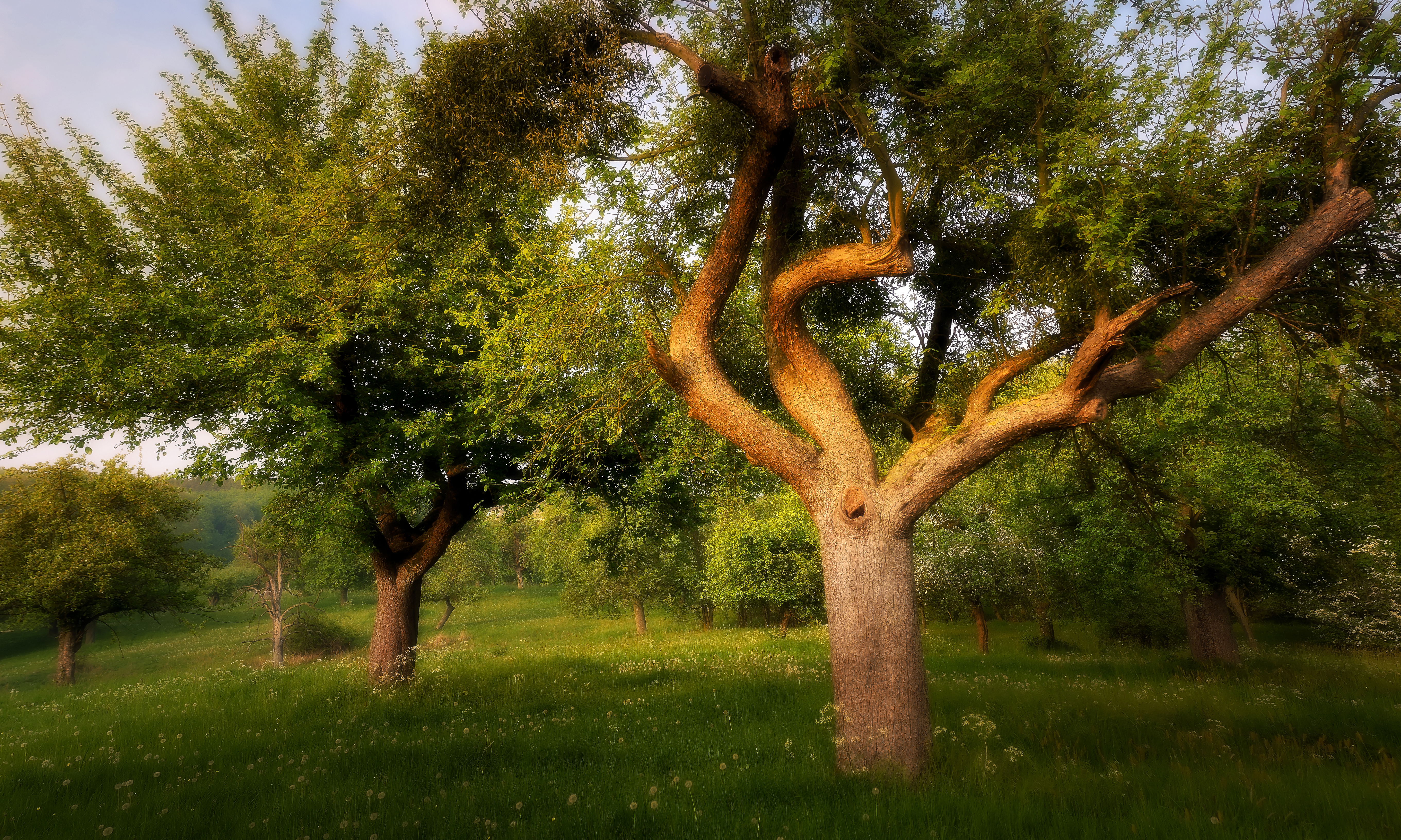
Hoogstamboomgaard

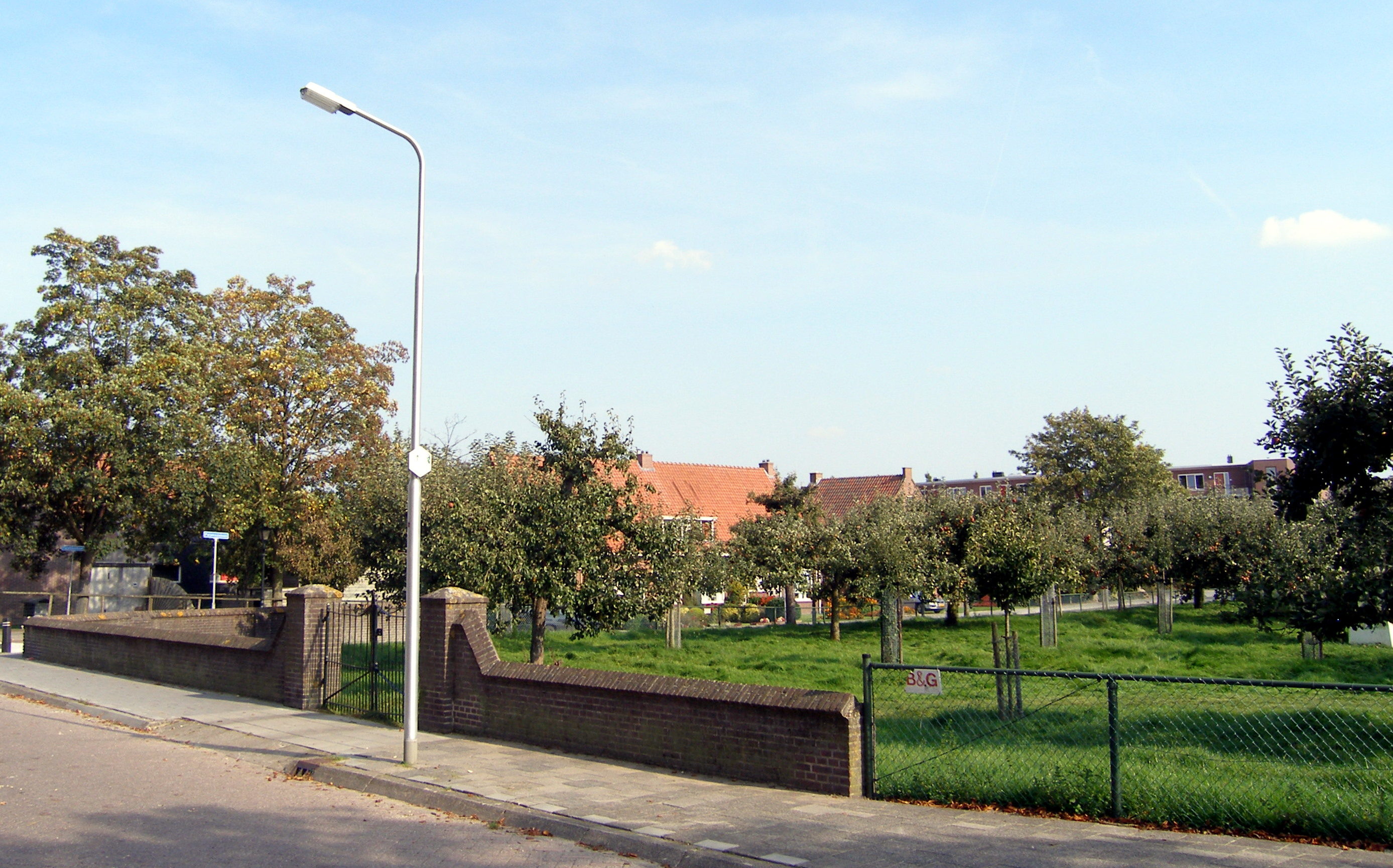
Met vervangende aanplant in stand gehouden dorpsboomgaard te Ameide

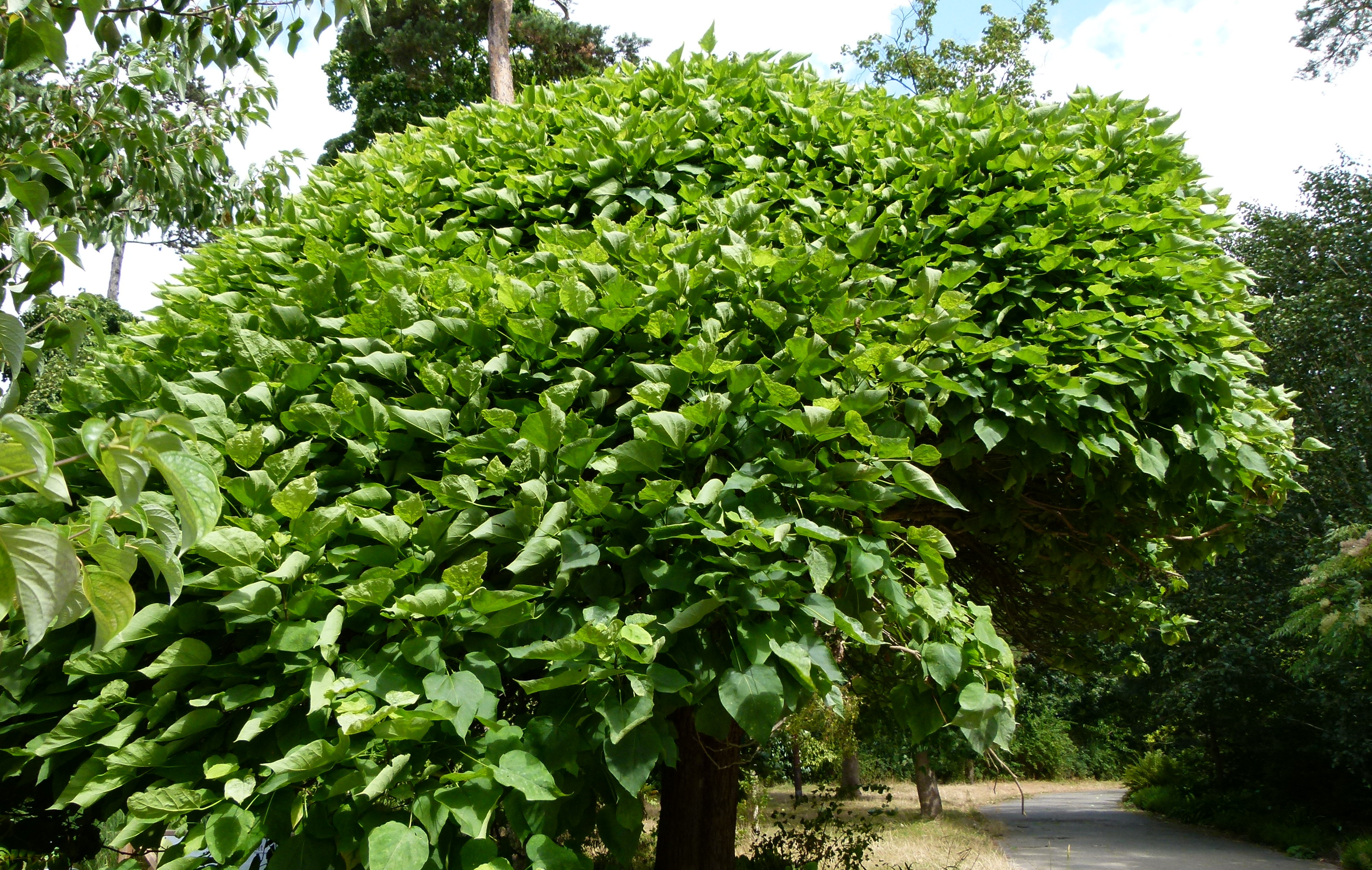
Boltrompetboom

Een hoogstamboom is een boom met een 180 tot 220 cm lange stam. Hierboven begint de vertakking met gesteltakken. Een hoogstamboom kan zowel een fruit- als sierboom zijn. 

## Fruitboom
Aan het eind van de 19e eeuw en het begin van de 20ste eeuw breidde de oppervlakte met hoogstambomen in Nederland en België sterk uit. In 1939 was er in Nederland 49.000 ha fruitboomgaard. Deze bevonden zich vooral op zee- en rivierkleigronden en op de Zuid-Limburgse lössgronden. In het voorjaar trok (en trekt) met name de Betuwe grote aantallen dagjesmensen vanwege de bloesemtochten. Boomgaarden met hoogstambomen werden veelal beweid met koeien.
De bomen werden geënt op zaailingonderstammen. Het plukken gebeurde met behulp van lange, houten plukladders. Door de hoge plukkosten, de gevoeligheid voor beurtjaren en de moeilijke ziekte- en plaagbestrijding zijn hoogstambomen in onbruik geraakt en worden ze nog voornamelijk aangeplant door particulieren en pomologische verenigingen. In de fruitteelt is men geleidelijk overgegaan op struikvormen. Er worden hoofdzakelijk spillen gebruikt voor de teelt van hardfruit. Walnoten worden nog steeds als hoogstam geteeld.
In onder andere Zuid-Limburg behoudt  men wat nog resteert van het traditionele landschap door middel van de aanplant van nieuwe hoogstamboomgaarden, veelal omhaagd met meidoornhagen. In België vindt men onder andere in het Hageland, Haspengouw en het Land van Herve nog hoogstamfruitboomgaarden.

## Sierboom
Verschillende cultivars van sierbomen worden voor de vermeerdering geënt op een zaailingonderstam. Afhankelijk van de gewenste hoogte van de boom kan hoog (bovenveredeld) of laag (onderveredeld) op de onderstam geënt worden. Bij langzaam groeiende cultivars of die met een speciale vorm wordt bij hoog enten al snel een voldoend hoge boom verkregen. Voorbeelden zijn hangende (treur)vormen, zoals de treurpeer (Pyrus salicifolia 'Pendula') en de boswilg (Salix caprea 'Pendula') of bolvormen, zoals de bolacacia (Robinia pseudoacacia 'Umbraculifera'), boltrompetboom (Catalpa bignoniodes 'Nana') en de bolesdoorn (Acer platanoides 'Globosum').

## Andere vormen
- Bij een halfstamboom is de stam maximaal 150 cm lang.
- Bij een kwartstamboom is de stam 60 tot 70 cm lang.
- Bij een struik is de stam 30 tot 40 cm lang.
- Bij een spil zitten de vruchtdragende gesteltakken direct op de dunne stam (spil).

## Dijkverzwaringen
Dijkverzwaringen hebben geleid tot het rooien van hoogstambomen ten behoeve van het verbreden van de voet van de dijk. Soms werden daarna uit esthetisch en landschappelijk oogpunt nieuwe boompjes van de oude soort geplant.